# Igreja Católica na Escócia
A Igreja Católica na Escócia (em gaélico escocês:  An Eaglais Chaitligeach e em scots:  Catholic Kirk) é parte da Igreja Católica universal, sob a liderança espiritual do Papa e da Santa Sé. Depois de ser firmemente estabelecida na Escócia por quase um milênio, a Igreja Católica foi banida após a Reforma Escocesa em 1560. A Emancipação Católica, em 1793 ajudou o católicos a recuperar os direitos civis, que eram negados a eles pelo governo protestante. Em 1878, ocorreu a restauração da hierarquia católica escocesa. Ao longo dessas mudanças, vários bolsões na Escócia mantiveram uma população católica anterior à Reforma, incluindo partes de Banffshire, Hébridas e partes ao norte das Terras Altas da Escócia.
Em 1716, o Seminário de Scalan foi estabelecido nas Terras Altas e reconstruído na década de 1760 pelo bispo  John Geddes, uma figura popular em Edimburgo no período do iluminismo. Quando Robert Burns escreveu a um correspondente que "o primeiro [isto é, o melhor] personagem clérigo que eu já vi era um católico romano", ele estava se referindo a Geddes. O Gàidhealtachd tem sido católico e protestante nos tempos modernos. Um número de áreas gaélico-escocesas na atualidade são principalmente católicas, incluindo Barra, South Uist e Moidart. O poeta e romancista Angus Peter Campbell escreve frequentemente sobre a Igreja Católica em seus trabalhos.
No Censo de 2011, 16% da população da Escócia descreveu-se como católica, em comparação com 32% filiados à Igreja da Escócia. Muitos católicos são minorias ou descendentes de imigrantes irlandeses e de migrantes das Terras Altas que se mudaram para as cidades e vilas da Escócia durante o século XIX, quando houve uma crise de fome na Irlanda. No entanto, há um número significativo de italianos, lituanos, e  descendentes de poloneses, sendo que recentemente os imigrantes poloneses estão novamente impulsionando o número de europeus católicos na Escócia. Devido à imigração, estima-se que, em 2009, havia cerca de 850.000 católicos em um país de 5,1 milhões de habitantes. Entre 1994 e 2002, a frequência regliosa dos católicos na Escócia diminuiu 19% para pouco mais de 200.000 pessoas. Em 2008, a Conferência dos Bispos Católicos da Escócia estimou que 184.283  pessoas participavam regularmente da missa.

## História

### Estabelecimento

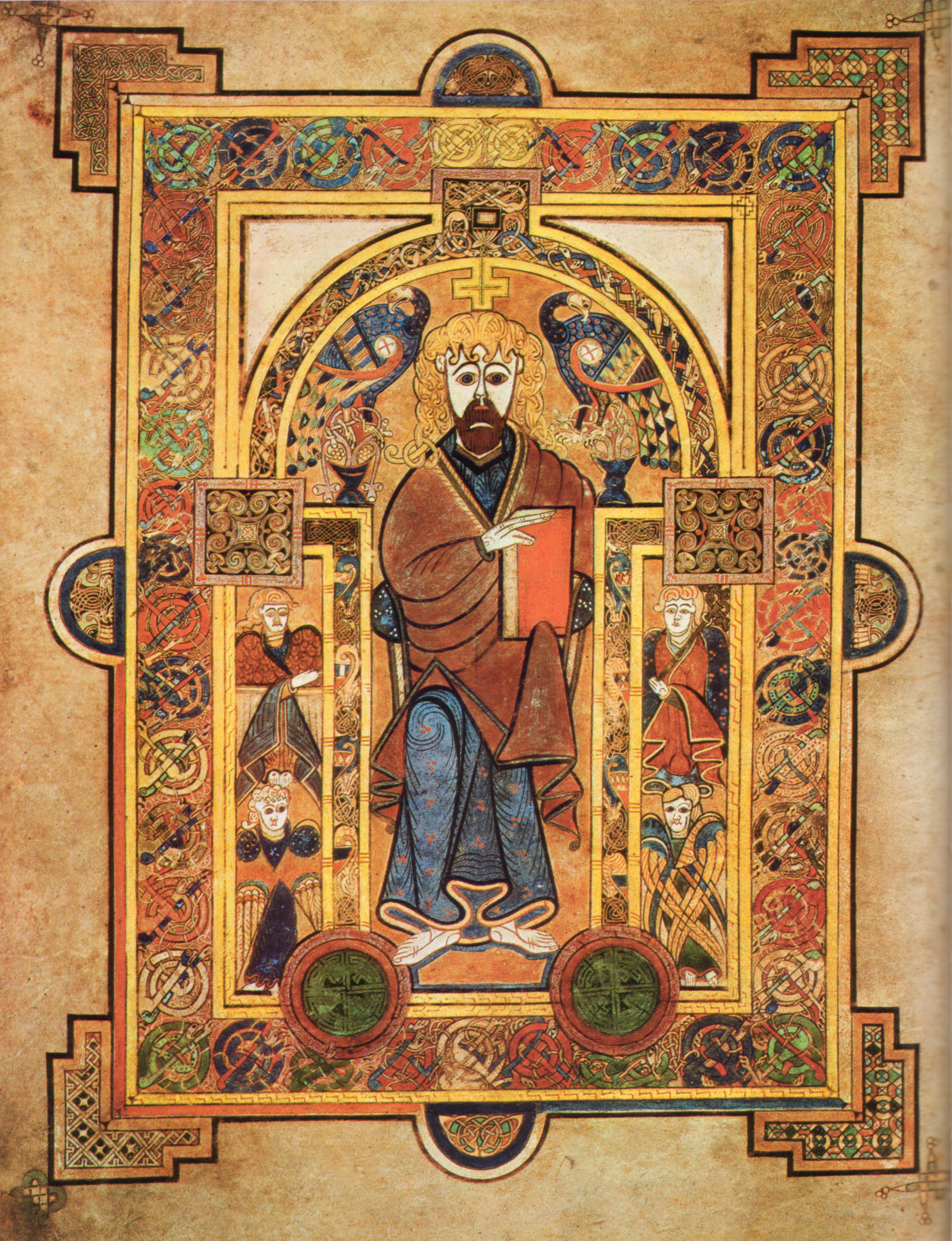
Uma página do Livro de Kells, o qual pode ter sido produzido em Iona por volta do ano 800

O Cristianismo foi provavelmente introduzido ao que hoje são as Terras Baixas da Escócia por soldados romanos que se estabeleceram no norte da província da Britânia Presume-se que tenha sobrevivido entre os enclaves britônicos no sul da Escócia moderna, mas recuou à medida que os anglo-saxões pagãos avançavam. A Escócia foi em grande parte convertida por missões escocesas irlandesas associadas a figuras como São Columba do quinto ao sétimo século. Essas missões tendiam a fundar instituições monásticas e igrejas colegiadas que serviam grandes áreas. Em parte como resultado desses fatores, alguns estudiosos identificaram uma forma distinta de Cristianismo Celta, no qual os abades tinham papel mais importante que os bispos, as atitudes com o celibato clerical eram mais relaxadas, e havia algumas diferenças significativas na prática com o rito romano, particularmente a forma de tonsura e o método de cálculo da Páscoa, embora a maioria dessas questões tenha sido resolvida em meados do século VII.  Após a reconversão da Escócia escandinava, a partir do século X, o cristianismo sob a autoridade papal – ou seja, o Catolicismo – foi a religião dominante do reino.

### Catolicismo medieval
No período normando, a igreja escocesa passou por uma série de reformas e transformações. Com o patronato real e leigo, uma estrutura paroquial mais clara baseada em igrejas locais foi desenvolvida. Um grande número de novas fundações, que seguiram as formas continentais do monasticismo reformado, começaram a predominar e a Igreja Católica escocesa estabeleceu sua independência da Inglaterra e desenvolveu uma estrutura diocesana mais clara, tornando-se uma "filha especial da sé de Roma", mas sem liderança na forma dos arcebispos. No final da Idade Média, os problemas de cisma na Igreja Católica permitiram que a Coroa escocesa ganhasse maior influência sobre os altos cargos e dois arcebispos foram indicados por ela no final do século XV. Embora alguns historiadores tenham discernido um declínio do monasticismo no final da Idade Média, as ordens de frades cresceram, particularmente nos burgos em expansão, para atender às necessidades espirituais da população. Novos santos e cultos de devoção também proliferaram. Apesar dos problemas sobre o número e a qualidade do clero após a Peste Negra no século XIV, e algumas evidências de heresia neste período, a igreja na Escócia permaneceu relativamente estável antes da Reforma no século XVI.

### Reforma Escocesa

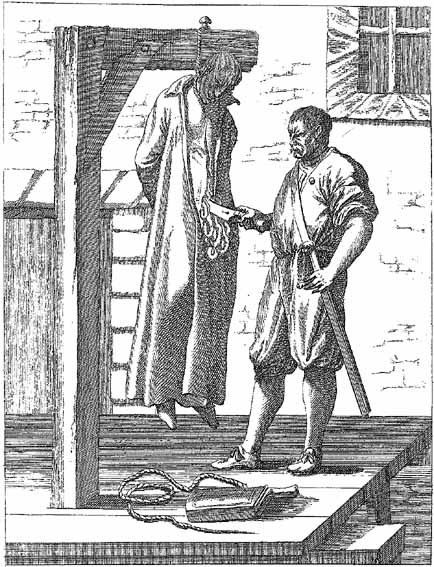
O enforcamento de João Ogilvie.

A situação permaneceu a mesma até a Reforma Escocesa em meados do século XVI, quando a Igreja na Escócia rompeu com o papado e adotou uma confissão calvinista em 1560. A essa altura, a celebração de missas católicas foi proibida. Embora oficialmente ilegal, a Igreja Católica sobreviveu em partes da Escócia. A hierarquia da igreja desempenhou um papel relativamente pequeno e a iniciativa foi deixada para os líderes leigos. Onde nobres ou latifundiários locais ofereciam proteção, ela continuava a prosperar, como no Clã Macdonald of Clanranald em South Uist, ou no nordeste onde o Conde de Huntly era a figura mais importante. Nessas áreas, os sacramentos e práticas católicas eram mantidos com relativa abertura. Os membros da nobreza provavelmente estavam relutantes em buscar um ao outro em questões de religião por causa de fortes laços pessoais e sociais. Um relatório em inglês de 1600 sugeriu que um terço dos nobres e gentry ainda se matinham católicos. Na maior parte da Escócia, o catolicismo tornou-se uma crença clandestina em lares privados, ligados por laços de parentesco. Essa confiança na família significava que as mulheres muitas vezes se tornaram importantes como defensoras e transmissoras da fé, como no caso de Lady Fernihurst nas Fronteiras. Eles transformaram suas famílias em centros de atividade religiosa e ofereceram locais de segurança para os sacerdotes.
Como a Igreja da Escócia tomou a administração da estrutura e dos bens da Igreja Católica, qualquer tentativa de recuperação pelo catolicismo era extremamente difícil. Após o colapso da causa de Maria nas guerras civis durante a década de 1570, e qualquer esperança de uma restauração nacional da antiga fé, a hierarquia começou a tratar a Escócia como uma área de missão. A principal ordem da Contrarreforma, os recém-fundados jesuítas, inicialmente tiveram pouco interesse na Escócia como alvo do trabalho missionário. Sua eficácia foi limitada pelas rivalidades entre diferentes ordens em Roma. A iniciativa foi tomada por um pequeno grupo de escoceses ligados à família Crichton, provinda dos bispos de Dunkeld. Eles se juntaram à ordem dos jesuítas e voltaram para tentar conversões. Seu foco estava principalmente na corte, o que os levou a se envolver em uma série de enredos e complicações políticas complexas. A maioria dos seguidores leigos escoceses sobreviventes foi amplamente ignorada. Alguns se converteram à Igreja Católica, assim como John Ogilvie, que foi ordenado sacerdote em 1610, sendo posteriormente enforcado por proselitismo em Glasgow e muitas vezes pensado como o único mártir católico escocês da era da Reforma Protestante. No entanto, o status ilegal da Igreja Católica teve um impacto devastador nas fortunas da Igreja, embora uma congregação significativa continuasse a aderir, especialmente nas áreas mais remotas de língua gaélica das Terras Altas e das Ilhas.

### Declínio do século XVII
Os números provavelmente diminuíram no século XVII e a organização sofreu baixas. O rescaldo dos fracassados levantes jacobitas em 1715 e 1745 danificaram ainda mais a causa católica na Escócia.
O Papa nomeou Thomas Joseph Nicolson como o primeiro vigário apostólico da missão em 1694. O país foi organizado em distritos e em 1703 havia trinta e três clérigos católicos. Em 1733 o país foi dividido em dois vicariatos, um nas Terras Altas e outro para as Terras Baixas, cada um sob o comando de um bispo. O seminário católico de Scalan em Glenlivet foi o centro preliminar de educação para os padres católicos na área. Era considerado ilegal e foi incendiado em várias ocasiões por soldados enviados das Terras Altas. Além de Scalan houve seis tentativas de fundar um seminário nas Terras Altas entre 1732 e 1838, todas sofrendo financeiramente devido ao status ilegal do catolicismo. Clérigos entraram no país secretamente e embora celebrações católicas eram ilegais, eram feitas mesmo assim.
Números exatos de comunicantes são incertos, dado o status ilegal do catolicismo. Em 1755, estimava-se que havia cerca de 16.500 comunicantes, principalmente no norte e no oeste escocês. Em 1764, "a população católica total na Escócia teria sido de cerca de 33.000 ou 2,6% da população total. Destes 23.000 estavam nas Terras Altas". Outra estimativa de 1764 é de 13.166 católicos nas Terras Altas, talvez um quarto dos quais haviam emigrado em 1790, e outra fonte estima que os católicos eram talvez 10% da população.

### Impacto dos despejos

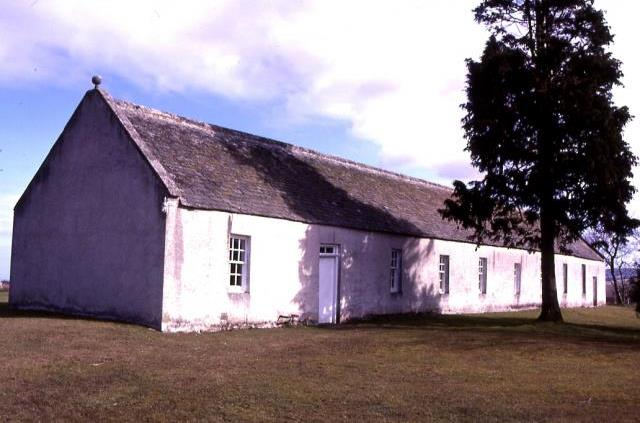
A Igreja de São Niniano de 1755 era uma igreja católica clandestina localizada em Enzie

Embora a maioria dos proprietários de terras responsáveis pelos despejos forçados da população das Terras Altas escocesas no século XVIII não visasse pessoas por razões étnicas ou religiosas, há evidências de atitudes anticatólicas dentre eles. Em particular, um grande número de católicos emigrou das Terras Altas Ocidentais no período de 1770 a 1810 e há evidências de que o sentimento anticatólico (juntamente com a fome, a pobreza e o aumento dos aluguéis) foi um fator que contribuiu para isso. Figuras dignas de nota nos últimos estágios dos despejos, especificamente católicas e da emigração da Escócia incluem o Bispo Alexander Macdonell, que, contra todas as probabilidades, tornou possível um acordo em Ontário, Canadá, de um regimento do exército, e suas famílias, depois de sua dissolução.

### Imigração católica em larga escala
Durante o século XIX, a imigração irlandesa aumentou substancialmente o número de católicos no país, especialmente em Glasgow e seus arredores, e no oeste da Escócia. Posteriormente a chegada de italianos, poloneses e lituanos ao país reforçaram esses números.
A hierarquia católica foi restabelecida em 1878, no início do pontificado do Papa Leão XIII. Desde o início de 2016, o arcebispo Leo Cushley detém o bispado católico na Escócia – o de arcebispo de Saint Andrews e Edimburgo – após a renúncia do Cardeal Keith O'Brien.

### Tensões
A imigração em massa viu o surgimento de tensões sectárias. Em 1923, a Igreja da Escócia produziu um relatório altamente controverso (e desde então repudiado), intitulado A Ameaça da Raça Irlandesa à nossa Nacionalidade Escocesa, acusando a população católica majoritariamente imigrante de subverter os valores ppresbiterianos e de causando embriaguez, crime e imprudência financeira. John White, uma das principais figuras da Igreja da Escócia na época, pediu uma Escócia "racialmente pura", declarando: "Hoje há um movimento em todo o mundo em direção à rejeição de componentes não-nativos e a cristalização da vida nacional a partir de elementos nativos".
Essas atitudes oficialmente hostis começaram a diminuir consideravelmente a partir dos anos 1930 e 1940, especialmente quando os líderes da igreja estabelecidos descobriram que estava sendo praticada eugenia – consciente – na Alemanha nazista e dos perigos de um povo nacional ou popular. Os alemães que eram etnicamente eslavos ou judeus não eram considerados "verdadeiros" alemães ou membros do povo alemão.

### Concordata denominacional, mudança social, e divisões sectárias
Em 1986, a Assembleia Geral da Igreja da Escócia repudiou expressamente as seções da Confissão de Westminster atacando diretamente a Igreja Católica. Em 1990, tanto a Igreja da Escócia como a Igreja Católica eram membros fundadores dos corpos ecumênicos Churches Together in Britain and Ireland e Ação Conjunta das Igrejas da Escócia; as relações entre os líderes denominacionais são agora muito cordiais. Ao contrário do relacionamento entre as hierarquias das diferentes igrejas, no entanto, algumas tensões comunais permanecem.
A associação entre futebol e exibições de comportamento sectário por alguns torcedores tem sido uma fonte de constrangimento e preocupação para a administração de certos clubes. A amarga rivalidade entre o Celtic e os Rangers em Glasgow, conhecida como Old Firm, é conhecida mundialmente por sua divisão sectária. O Celtic foi fundado por imigrantes católicos irlandeses e o Rangers é tradicionalmente apoiado por sindicatos e protestantes. As tensões sectárias ainda podem ser muito reais, embora talvez diminuídas em comparação com décadas passadas. Talvez o maior avanço psicológico tenha sido quando o Rangers contratou o jogador católico Mo Johnston, em 1989. O Celtic, por outro lado, nunca teve uma política de não contratar jogadores devido à sua religião, e algumas das maiores figuras do clube eram protestantes.
A partir da década de 1980, o governo do Reino Unido aprovou vários atos que previam punição à violência sectária. Estas incluíam o Ato de Ordem Pública de 1986, que introduziu delitos relacionados ao incitamento ao ódio racial, e o Ato de Crime e Desordem de 1998, que introduziu os delitos de ofensa e assédio de uma pessoa por razão racial. A Lei de 1998 também exigia que os tribunais levassem em conta as infrações motivadas por racismo, ao determinar a sentença. No século XXI, o Parlamento Escocês legislou contra o sectarismo. Isto incluiu a provisão para ofensas religiosamente agravadas na Lei de Justiça Criminal de 2003. A Lei de Justiça e Licenciamento Criminal de 2010 reforçou os agravos estatutários para crimes raciais e de motivação religiosa. O Ato de Comportamento Ofensivo no Futebol e Comunicações Ofensivas de 2012, criminalizou o comportamento que é ameaçador, odioso ou ofensivo em um jogo de futebol regulamentado, incluindo cantos ou músicas ofensivas. Também criminalizou a comunicação de ameaças de violência grave e ameaças destinadas a incitar o ódio religioso.
A comunidade católica da Escócia já foi em grande parte classe trabalhadora. Nos últimos anos, a situação mudou acentuadamente: muitos católicos podem ser encontrados no que foi chamado de profissões, e agora não é comum que os católicos ocupem cargos no judiciário ou na política nacional. Em 1999, o deputado John Reid tornou-se o primeiro católico a ocupar o cargo de Secretário de Estado para a Escócia. Sua sucessão pela deputada Helen Liddell em 2001 atraiu consideravelmente mais comentários da mídia de que ela foi a primeira mulher a ocupar o posto, do qual ela foi a segunda católica. Também notável foi a recente nomeação de Louise Richardson para a Universidade de St Andrews como sua diretora e vice-chanceler. St. Andrews é a terceira universidade mais antiga do mundo de língua inglesa. Richardson, católica, nasceu na Irlanda e é cidadã americana naturalizada. Ela é a primeira mulher a ocupar esse cargo e a primeira católica nisso desde a Reforma.
É notável que a Igreja Católica reconheça suas identidades separadamente da Escócia e da Inglaterra e País de Gales. A denominação na Escócia é, portanto, governada por sua própria hierarquia e Conferência Episcopal, e não sob o controle dos bispos ingleses. Nos últimos anos, por exemplo, houve ocasiões em que foram especialmente os bispos católicos escoceses que tomaram a palavra no Reino Unido para defender o ensino social e moral católico. Os presidentes das Conferências Episcopais da Inglaterra e País de Gales, Escócia e Irlanda se reúnem formalmente para discutir "preocupações mútuas", embora sejam entidades nacionais separadas. "Uma cooperação mais estreita entre os presidentes só pode ajudar o trabalho da Igreja", observou recentemente um porta-voz.

## Organização territorial

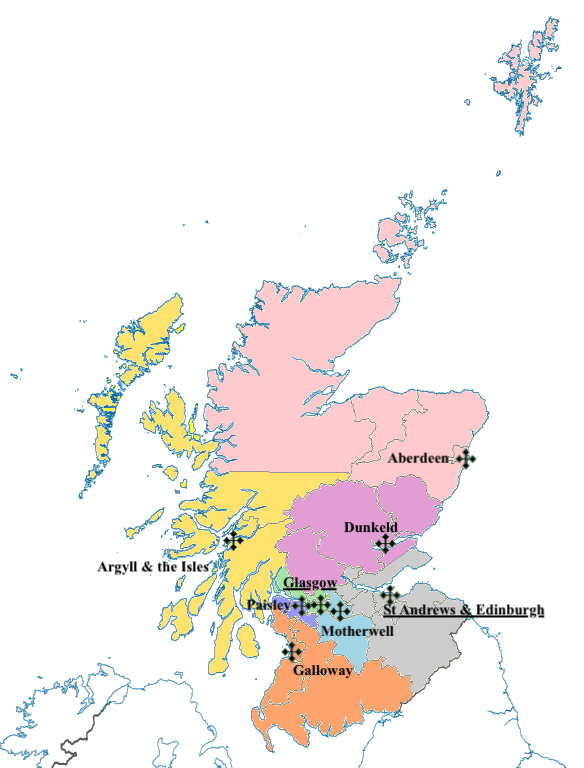
Mapa das dioceses escocesas

Há duas províncias eclesiásticas no país, com duas arquidioceses, e seis dioceses sufragâneas. Além disso, há duas jurisdições que compreendem a Escócia, Inglaterra e País de Gales: o Ordinariato Militar do Reino Unido e o Ordinariato Pessoal Nossa Senhora de Walsingham.

### Província Eclesiástica de Glasgow
| Brasão | (Arqui)Diocese          | Fundação | Catedral                                      | Catedral | Mapa | Website                   |
| ------ | ----------------------- | -------- | --------------------------------------------- | -------- | ---- | ------------------------- |
|        | Arquidiocese de Glasgow | 1878     | Catedral de Santo André, Glasgow              |          |      | www.rcag.org.uk           |
|        | Diocese de Motherwell   | 1947     | Cathedral of Our Lady of Good Aid, Motherwell |          |      | www.rcdom.org.uk          |
|        | Diocese de Paisley      | 1947     | St Mirin’s Cathedral, Paisley                 |          |      | www.paisleydiocese.org.uk |

### Província Eclesiástica de St. Andrews e Edimburgo
| Brasão | (Arqui)Diocese                          | Fundação | Catedral                                        | Catedral | Mapa | Website                       |
| ------ | --------------------------------------- | -------- | ----------------------------------------------- | -------- | ---- | ----------------------------- |
|        | Arquidiocese de Santo André e Edimburgo | 1878     | Catedral de Santa Maria, Edimburgo              |          |      | www.archdiocese-edinburgh.com |
|        | Diocese de Aberdeen                     | 1878     | Catedral de Nossa Senhora da Assunção, Aberdeen |          |      | www.dioceseofaberdeen.org/    |
|        | Diocese de Argyll e das Ilhas           | 1878     | Catedral de Santa Columba, Oban                 |          |      | www.rcdai.org.uk              |
|        | Diocese de Dunkeld                      | 1878     | Catedral de Santo André, Dundee                 |          |      | www.dunkelddiocese.org.uk     |
|        | Diocese de Galloway                     | 1878     | Catedral de Santa Margarida, Ayr                |          |      | www.gallowaydiocese.org.uk    |

## Atualmente
Entre 1982 e 2010, a proporção de católicos escoceses caiu 18%, os batismos caíram 39% e os casamentos nas igrejas católicas caíram 63%. O número de sacerdotes também caiu. Comparando os dados dos censos de 2001 e de 2011, a proporção de católicos permaneceu estável enquanto a de outros cristãos, especialmente a Igreja da Escócia, caiu.

Porcentagem de pessoas que se declaravam católicas na Escócia segundo o Censo de 2011.

Em 2001, os católicos eram uma minoria em cada uma das 32 áreas do conselho da Escócia, mas em algumas partes do país seus números rivalizavam com os da Igreja da Escócia. A parte mais católica do país é composta pelas áreas do conselho do Cinturão Central ocidental, perto de Glasgow. Em Inverclyde, 38,3% das pessoas que responderam ao censo escocês de 2001 afirmaram ser católicas, em comparação com 40,9% como adeptos da Igreja da Escócia. North Lanarkshire também já tinha uma grande minoria católica de 36,8%, em comparação com 40,0% na Igreja da Escócia. Em ordem, estavam West Dunbartonshire (35,8%), Glasgow (31,7%), Renfrewshire (24,6%), East Dunbartonshire (23,6%), South Lanarkshire (23,6%) e East Renfrewshire (21,7%).
Em 2011, os católicos superaram os adeptos da Igreja da Escócia em várias áreas do conselho, incluindo North Lanarkshire, Inverclyde, West Dunbartonshire e a mais populosa: a capital do país, Glasgow. Entre os dois censos, os números em Glasgow de pessoas sem religião aumentaram significativamente, enquanto aqueles que denotaram sua afiliação à Igreja da Escócia caíram significativamente, de modo que a denominação presbiteriana ficou abaixo dos católicos.
Em uma escala geográfica menor, descobre-se que as duas partes mais católicas da Escócia são: (1) as ilhas mais meridionais das Ilhas Ocidentais, especialmente Barra e South Uist, povoadas por escoceses de língua gaélica de longa data; e (2) os subúrbios orientais de Glasgow, especialmente em torno de Coatbridge, povoados principalmente pelos descendentes de imigrantes irlandeses.
De acordo com o Censo de 2011, os católicos compreendem 16% da população total, tornando-se a segunda maior igreja do país, atrás da Igreja da Escócia (32%).
Nos últimos anos, a Igreja Católica na Escócia sofreu com publicidade pobre ligada a ataques feitos contra valores seculares e liberais pelo clero sênior. Joseph Devine, bispo de Motherwell, foi criticado depois de descrever o "lobby gay" como "a oposição", responsável pela montagem de "uma gigantesca conspiração" para moldar a política pública. A crítica também foi nivelada com a percepção da intransigência em escolas religiosas conjuntas em relação a ameaças de retirar a aquiescência se as garantias de salas de professores, banheiros, academias, visitantes e entradas de alunos separadas não fossem atendidas. Em 2003, um porta-voz da Igreja Católica classificou a educação sexual como "pornografia", e o cardeal O'Brien afirmou que os planos de educação sexual para crianças pré-escolares equivaliam a "abuso sexual de menores patrocinado pelo Estado". Em 2016 o padre John Farrell, sacerdote aposentado da Diocese de Motherwell, último professor-chefe do Orfanato de São Niniano, foi condenado a cinco anos de prisão. Seu colega Paul Kelly, um professor aposentado de Portsmouth, a dez anos, ambos pelo abuso físico e sexual de meninos entre os anos de 1979 e 1983. Mais de 100 acusações envolvendo 35 meninos foram feitas. O orfanato fechou em 1983.
Cerca de metade das paróquias católicas no oeste da Escócia foram fechadas ou fundidas por causa da falta de padres e mais da metade fechou na Arquidiocese de St Andrews e Edimburgo.
No início de 2013, o clérigo mais graduado da Escócia, Cardeal Keith O'Brien, renunciou depois de alegações de má conduta sexual terem sido feitas contra ele e parcialmente admitidas. Posteriormente, alegações foram feitas que vários outros casos de alegada conduta sexual incorreram ocorrendo envolvendo outros padres.